# Marine Le Pen
Marine Le Pen, all'anagrafe Marion Anne Perrine Le Pen (Neuilly-sur-Seine, 5 agosto 1968), è una politica francese, presidente del Rassemblement National dal 16 gennaio 2011 al 2021, e deputata all'Assemblea nazionale francese dal 20 giugno 2017 al 31 marzo 2025. Inoltre è stata europarlamentare dal 2004 al 2017.

## Biografia
Laureata in giurisprudenza, avvocato, Marine Le Pen è la terzogenita di Jean-Marie Le Pen e Pierrette Lalanne. Sposata e madre di tre figli, nel 2002 divorziò dal primo marito e convolò a seconde nozze con Éric Iorio, un importante membro del suo partito, dal quale divorziò successivamente.
È stata legata sentimentalmente a Louis Aliot, vicepresidente del Front National e segretario del partito dal 2005 al 2010. Marine è la zia di Marion Maréchal-Le Pen, la più giovane parlamentare della V Repubblica, anche lei esponente del FN (Fronte Nazionale).

### Carriera politica
Nel 1986 si unisce a FN. Dal 15 marzo 1998 al 28 marzo 2004 è per FN Consigliera regionale di Nord-Pas-de-Calais. Dal 2002 è presidente dell'associazione "Generations Le Pen", un'organizzazione vicina al FN che mira a promuovere il pensiero e le iniziative di Jean-Marie Le Pen tra la gioventù.
Divenuta nell'aprile del 2003 vicepresidente del Fronte, nel 2004 si candidò alla presidenza della regione Île-de-France ed ottenne il 12,3% dei voti, divenendo consigliera regionale.
Marine Le Pen viene generalmente considerata l'espressione di una tendenza nuova, e più moderata, che affiorò nel FN soprattutto dopo le elezioni presidenziali del 2002, in cui il padre ricevette un consenso maggiore rispetto a Lionel Jospin ed arrivò al ballottaggio (in cui poi perse nettamente contro Jacques Chirac).

#### Parlamentare europeo

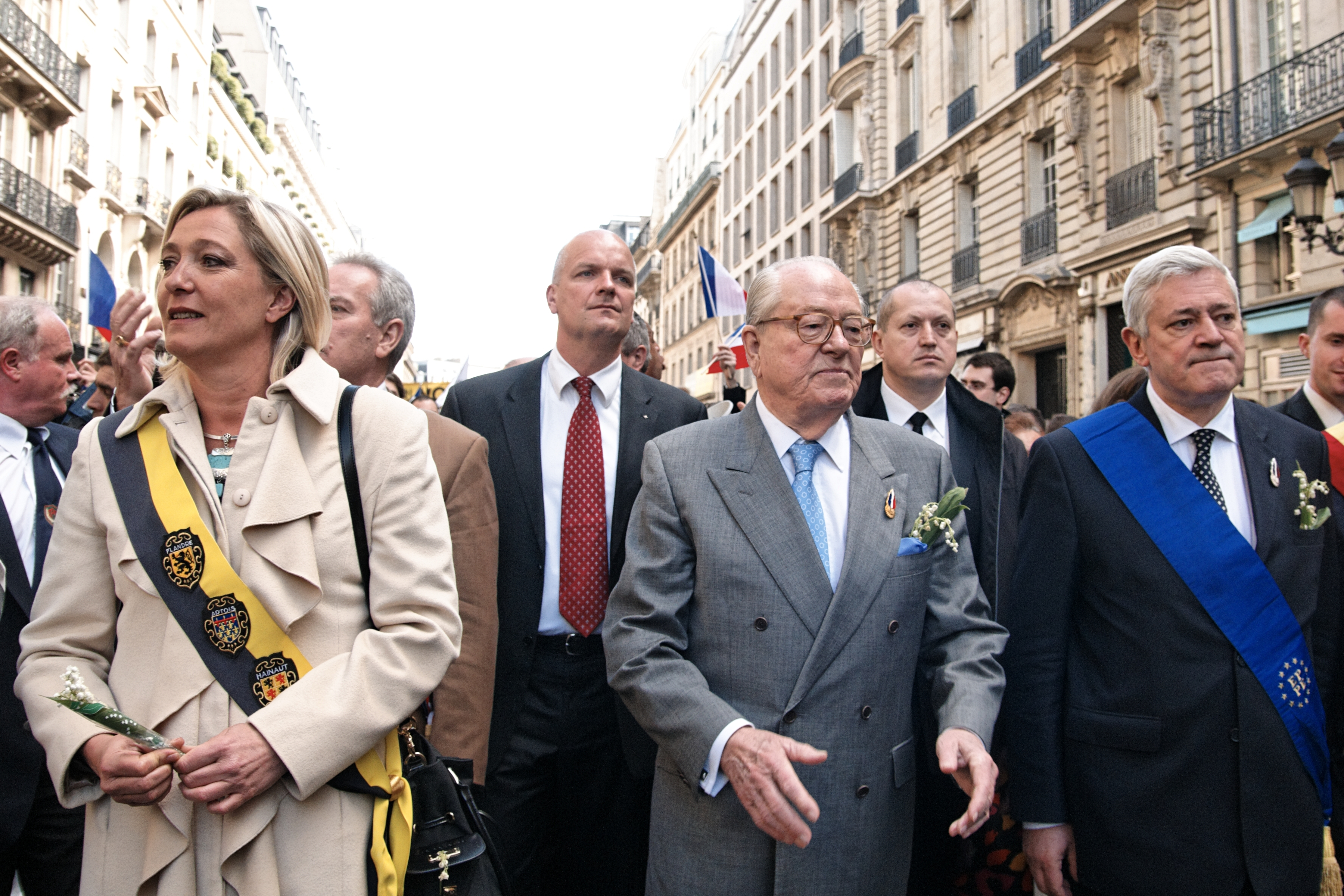
Marine Le Pen, il padre Jean-Marie e Bruno Gollnish al raduno del Front National del 1º maggio 2010 in onore di Giovanna d'Arco, Parigi

Alle elezioni europee del 2004 ha ottenuto un seggio parlamentare a Strasburgo e dal gennaio del 2007 cura la campagna elettorale del padre in vista delle imminenti elezioni presidenziali. Nel luglio 2009 è rieletta europarlamentare, nella circoscrizione del Nord Ovest.
Alle elezioni regionali in Francia del 2010 si candida alla presidenza della regione Nord-Pas-de-Calais, ottenendo il 18,31% dei voti al primo turno e il 22,20% al secondo, quasi a ridosso del rappresentante della coalizione sarkozyana. Dopo queste consultazioni il padre Jean-Marie si congratula pubblicamente con lei e lascia trasparire una possibile successione "in famiglia" alla leadership del FN.

#### Presidente del partito

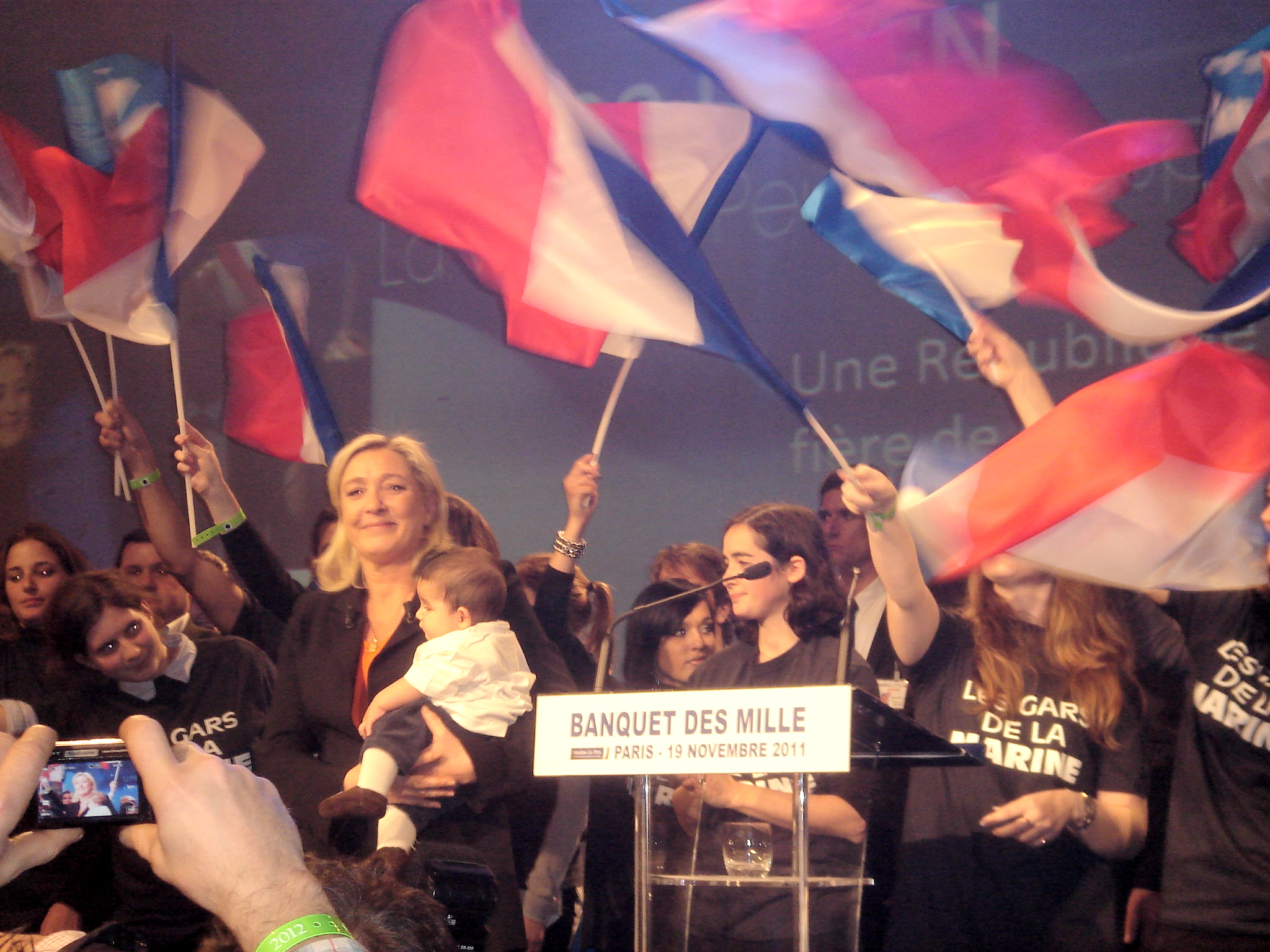
Marine Le Pen a Parigi il 19 novembre 2011 durante la campagna elettorale per le presidenziali

Il 16 gennaio 2011, dopo le dimissioni del padre, Marine Le Pen è eletta Presidente del Front National con il 67,65% dei voti, battendo Bruno Gollnisch. Marine Le Pen si candida alle presidenziali francesi del 22 aprile 2012. Al primo turno ottiene il 17,9% (6.421.426 voti) dei consensi, classificandosi al terzo posto, dopo il socialista Hollande e il presidente uscente Sarkozy. È il secondo miglior risultato ottenuto da sempre da FN alle presidenziali
.
Nel 2012 viene indagata dalla procura di Lione di incitazione all'odio, alla discriminazione o alla violenza nei confronti di un gruppo di persone a motivo della loro appartenenza a una religione, reato previsto dal diritto francese. Il 2 luglio 2013 il Parlamento europeo, dietro richiesta del ministro della Giustizia della Repubblica Francese avanzata il 26 novembre 2012, ha autorizzato la revoca della sua immunità parlamentare, rilevando come i presunti fatti a lei addebitati non siano in diretto o evidente rapporto con l'esercizio delle funzioni di deputato europeo e come non vi sia motivo di sospettare l'esistenza di un caso di fumus persecutionis.
Dopo il grande successo alle Elezioni europee del 2014 (primo partito in Francia), nel marzo 2015 guida il Front National al 25,19% alle elezioni dipartimentali mentre i moderati di Nicolas Sarkozy prendono il 29,4% e i socialisti e i loro alleati raccolgono il 21,8%: è il miglior risultato di sempre alle elezioni locali.
La settimana seguente però al secondo turno non riesce ad ottenere nemmeno un dipartimento nonostante i tanti voti ottenuti; può contare su una trentina di consiglieri in tutta la Francia contro uno soltanto in precedenza.
Al primo turno delle elezioni regionali del 6 e 13 dicembre 2015, si candida alla presidenza della regione Nord-Calais-Piccardia, dove ottiene il 40,64% delle preferenze, mentre al secondo turno di ballottaggio il 42,23%. Viene battuta da Xavier Bertrand ( LR) , che ottiene il 57,77%.

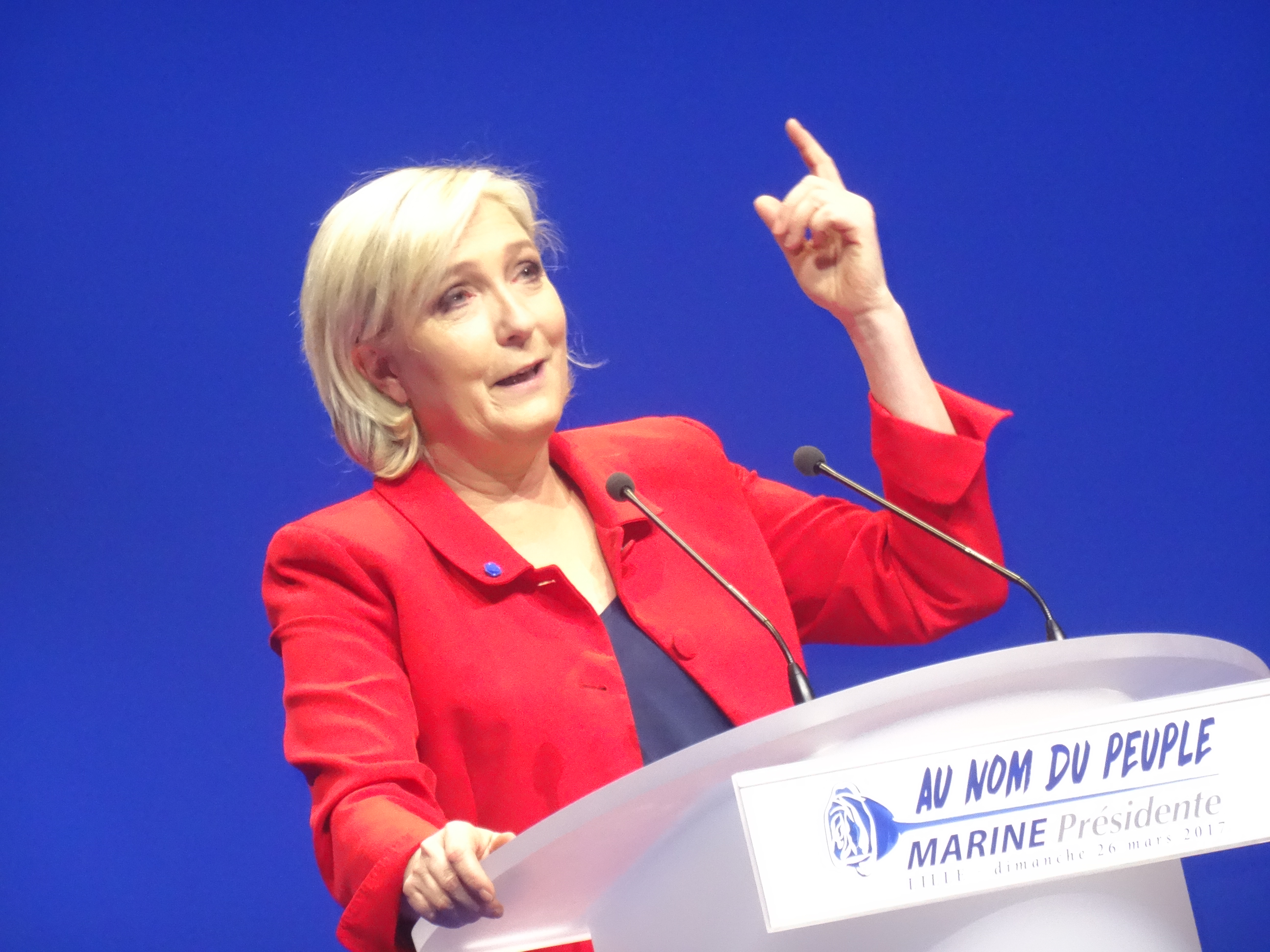
Riunione di Marine Le Pen a Lilla domenica 26 marzo 2017 per le elezioni presidenziali

È candidata per il suo partito alle elezioni presidenziali in Francia del 2017 e al primo turno delle elezioni del 23 aprile con il 21,30% dei voti arriva seconda, andando al ballottaggio del 7 maggio insieme a Emmanuel Macron (24,01%). Ottiene 7.678.491 voti al primo turno e ne fa così il miglior risultato di FN alle presidenziali. All'indomani del risultato si dimette dalla guida del Front National. Al ballottaggio la Le Pen con il 33,94% delle preferenze, ne esce sconfitta a favore del candidato centrista. Ma ottiene il massimo storico di voti per FN, con 10.638.475 voti al secondo turno, doppiando il risultato del padre nel 2002.
Il 15 maggio Marine Le Pen torna presidente del partito. Il 19 maggio annuncia la sua candidatura nell'undicesima circoscrizione del Passo di Calais in vista del primo turno delle elezioni legislative. L'11 giugno 2017, giorno del primo turno, la Le Pen vince nella circoscrizione ottenendo il 46,02 % dei voti, sbaragliando il deputato socialista uscente Kemel (che la batté di soli 118 voti nel 2012 - 50,11 a 49,89) e la candidata LREM, Anne Rouquet, che ottiene il 16,4%. Al secondo turno Marine Le Pen viene eletta all'Assemblea Nazionale, con il 58,6%, per la prima volta nella sua vita e diviene la seconda Le Pen ad entrare al Parlamento francese.
All'inizio di luglio, con effetto retroattivo al 18 giugno, lei si dimette dal Parlamento europeo, sostituita da Christelle Lechevalier.
Nel marzo 2018 è l'unica candidata alla presidenza del Front National, che in quel congresso cambia denominazione in Rassemblement National, e viene di conseguenza rieletta con il 100% dei voti.
È candidata per il suo partito alle elezioni presidenziali in Francia del 2022 e per questo il 13 settembre 2021 lascia la presidenza del partito al suo vice Jordan Bardella.
Al primo turno delle elezioni del 10 aprile 2022 con il 23,41% dei voti si conferma seconda, come 5 anni prima, andando al ballottaggio del 24 aprile insieme a Macron che la sconfigge nuovamente, con la Le Pen che ottiene 13.297.728 voti, il 41,46% delle preferenze, massimo assoluto del partito.
Il 19 giugno 2022, al secondo turno delle elezioni legislative, è stata rieletta deputata nella circoscrizione elettorale del Pas-de-Calais con il 63,21% dei voti.
Il 23 giugno è eletta per acclamazione Presidente del gruppo RN all'Assemblea Nazionale.

## Posizioni politiche

### Economia
In politica economica, Marine Le Pen privilegia il protezionismo come alternativa al libero scambio. Sostiene il nazionalismo economico, la separazione tra banche d'investimento e banche al dettaglio e la diversificazione energica, opponendosi alla privatizzazione dei servizi pubblici e della sicurezza sociale, alla speculazione delle materie prime sui mercati internazionali, alla politica agricola comune ed alla globalizzazione, che incolpa di varie tendenze economiche negative. Propone, inoltre, la sostituzione dell'Organizzazione mondiale del commercio e l'abolizione del Fondo Monetario Internazionale.
Ha fatto una svolta più a destra sulle questioni economiche come parte della sua candidatura presidenziale del 2022, abbandonando il ritorno della pensione di 60 anni, la difesa della settimana lavorativa di 35 ore, la cancellazione della legge sul lavoro di François Hollande, e proponendo tagli fiscali per le imprese e una riduzione della spesa pubblica. Difende anche la "priorità nazionale" che escluderebbe gli stranieri dall'assistenza sociale e da certi servizi pubblici.

### Ambiente e trasporti
Marine Le Pen auspica che la Francia aumenti "l'autarchia dei grandi spazi" e "l'economia in cerchi concentrici". A suo avviso, è una "eresia ecologica consumare prodotti coltivati a 20mila km di distanza e riciclare i rifiuti migliaia di chilometri più avanti". Sostiene si debba "produrre per il territorio più vicino", "distribuire sul posto", e che "consumare i prodotti locali deve essere una priorità della regione" o "della regione più vicina" se non prodotti in loco. Sostiene inoltre che la Francia debba attuare "contratti di cooperazione", se merci necessarie come il caffè non siano prodotte in Europa.
Appoggia il ferroutage e i trasporti pubblici.

### Immigrazione: "Prima i francesi"
Marine Le Pen sostiene che serva una moratoria sull'immigrazione e che bisogna attuare una politica di 'preferenza nazionale' (ossia secondo lo slogan frontista 'Prima i francesi') in materia di occupazione, stato sociale e alloggi.

### Cittadinanza e nazionalità
A suo avviso, la cittadinanza è indivisibile dalla nazionalità e si poggia sull'eguaglianza di tutte le persone di fronte alla legge; la legge dovrebbe ostacolare un trattamento preferenziale in base all'appartenenza di una categoria sociale, etnica o religiosa. Di conseguenza, favorisce l'abrogazione della affirmative action e la restaurazione di una "meritocrazia repubblicana".
Sostiene che la filiazione dovrebbe essere la via normale per acquisire la nazionalità francese, con l'eccezione della naturalizzazione: "la nazionalità è ereditata o meritata". Al fine di risolvere il problema dell'immigrazione, auspica una riforma dei regolamenti sulla nazionalità per rimuovere la doppia cittadinanza e l'acquisizione automatica della nazionalità francese. Sostiene che è necessaria una severa applicazione della legge per quanto riguarda la perdita della cittadinanza. A suo avviso, uno straniero che non rispetta la legge in Francia dovrebbe essere privato della nazionalità francese; inoltre ritiene che qualsiasi straniero che commette reati gravi e illeciti in Francia deve essere restituito al suo paese d'origine.

### Laicità
Marine Le Pen, sostenendo che il RN rimanga un partito non confessionale, afferma regolarmente il suo attaccamento ai valori della laicità (laïcité) della società francese. Ella difende vigorosamente la cosiddetta legge del 1905, la quale stabilisce che la Repubblica francese non riconosce, non concede stipendi o sussidi a qualsiasi forma di culto religioso.
Ella è favorevole all'approvazione di un divieto di ogni tendenza religiosa nelle scuole e sostiene la necessità di un emendamento alla Costituzione della V Repubblica affermando che la Repubblica francese non riconosce alcuna comunità religiosa. Si oppone al finanziamento delle moschee con i fondi pubblici: inoltre si batte per vietare il loro finanziamento da attività estere. A suo avviso, la costruzione, la manutenzione e il finanziamento dei luoghi di culto dovrebbe essere una questione importante solamente per i gruppi di fedeli che operano all'interno di un quadro regolamentato. Lei sostiene che bisogna attuare "la separazione della moschea e dello stato" e si oppone alla formazione degli imam da parte della Repubblica francese.
Il 29 novembre 2009, 57,5% dei votanti svizzeri e 19 ½ Cantoni hanno approvato l'iniziativa popolare per vietare la costruzione di nuovi minareti (senza l'effetto retroattivo sui quattro minareti già costruiti in Svizzera). Marine Le Pen si è congratulata con il popolo svizzero per l'approvazione schiacciante del divieto e ha denunciato "l'élite dominante" per il suo disprezzo per la democrazia diretta.
Ha chiesto inoltre che venga proibita l'ostentazione di simboli religiosi vistosi da ogni luogo pubblico, non solo dagli edifici statali, pronunciandosi contro la possibilità di chiedere il rispetto delle regole alimentari religiose nelle mense scolastiche (come accade con le regole del kosher ebraico e dell'ḥalāl musulmano).

### Diritti LGBT
Marine le Pen si è opposta alla legge del 2013 che ha esteso il matrimonio alle coppie di persone dello stesso sesso, dichiarando che nel caso in cui venisse eletta Presidente della Repubblica, cambierebbe la legge; tuttavia, non ha partecipato alle manifestazioni contro tale legge.
In quanto presidente del Front National, Marine le Pen adotta generalmente toni moderati sulle questioni LGBT e ha fatto avvicinare diversi omosessuali al Front National, ma si rifiuta di condannare le leggi anti-LGBTQ votate da Viktor Orbán in Ungheria nel giugno 2021.

### Questioni sociali

#### Aborto ed eutanasia
Marine Le Pen si oppone all'abrogazione della Loi Veil, la legge del 1975 di Simone Veil con la quale l'aborto è stato regolamentato in una disposizione legislativa restrittiva. Ella sostiene che, poiché il background socio-economico sfavorevole è un fattore determinante per la maggior parte delle donne che scelgono di abortire, di conseguenza, occorre auspicare una radicale politica più favorevole alla famiglia, per il nutrimento e di sensibilizzazione dei bambini. Nell’ottobre 2022 Marine Le Pen si dichiara favorevole a garantire l’aborto mettendolo sulla carta del diritto costituzionale. Inoltre è favorevole ad una politica finalizzata ad aumentare il tasso di natalità.
Marine Le Pen è rigorosamente contraria a qualsiasi ammorbidimento della legge contro l'eutanasia.

#### Criminalità e giustizia
Le Pen è inoltre contraria alla legalizzazione delle droghe, sostiene l'obbligo di cura per i tossicodipendenti e l'inasprimento delle leggi contro i trafficanti.
Sostiene una linea dura contro le violenze nelle scuole e l'incremento delle forze di polizia nelle zone a rischio, e allo stesso tempo appoggia il miglioramento delle condizioni delle carceri.
Si è espressa contro la proposta di criminalizzare i clienti delle prostitute.

#### Pena capitale
Appoggia la pena capitale per coloro che rapiscono i bambini a scopo di violenza sessuale, in quanto ritiene che la massima pena potrebbe servire da deterrente; anche per l'omicidio di anziani e bambini e per spaventosi reati, come quelli che coinvolgono gli atti di tortura, sostiene che sia necessaria la pena capitale. Riguardo a questo tema, la posizione della maggioranza del FN è che i cittadini francesi possano scegliere, tramite referendum, tra il ripristino della pena di morte e l'introduzione dell'ergastolo senza condizionale. Nel programma presidenziale del 2017 non ha tuttavia messo questo punto, limitandosi a menzionare un ergastolo reale e senza sconti per i condannati di gravi reati.

### Politica estera: contro l'Unione europea, l'euro e la NATO
In un dispaccio pubblicato mercoledì 13 aprile 2011, l'agenzia di stampa russa RIA Novosti ha salutato con grande favore l'orientamento geopolitico di Marine Le Pen, presidente del Fronte Nazionale. Quello stesso giorno, davanti ai giornalisti stranieri riuniti a Nanterre, Le Pen ha promesso che, se vincerà le elezioni presidenziali, la Francia farà della Russia un partner privilegiato ed uscirà dalla NATO. “Penso che la Francia abbia ogni interesse a guardare all'Europa, ma alla grande Europa, in particolare lavorando in partnership con la Russia”, ha affermato. Le Pen ha sostenuto la necessità di un partenariato strategico con Mosca per “ovvi motivi, geostrategici e di comunanza culturale”, così come per gli interessi d'indipendenza energetica della Francia.
Nel 2014 Il Front National si è visto concedere un finanziamento di nove milioni di euro da parte di una primaria banca ceco-russa molto vicina al governo russo, controllata da un uomo d'affari che fa parte della cerchia più intima di Vladimir Putin.
Ha anche promesso di modificare le relazioni franco-americane e di far uscire la Francia dall'Alleanza Atlantica, osservando che il FN è sempre stato contro l'adesione alla NATO. “Le scelte compiute dal Presidente della Repubblica, che appaiono scelte di allineamento sistematico (agli Stati Uniti), non mi sembrano positive”, ha detto.
Le Pen ha anche predetto la fine dell'euro e ha difeso il programma del suo partito per l'uscita dalla moneta unica. Ha invitato a sospendere con urgenza l'area Schengen ed a riflettere seriamente sulla possibile “fine dell'Unione europea”.

## Controversie

### Accuse di negazionismo
Le Pen è stata accusata di negazionismo in quanto ha dichiarato che la Francia non ebbe nessuna responsabilità per la deportazione di ebrei dalla nazione durante il nazismo, riversando le colpe sul governo collaborazionista di Vichy: «Penso che la Francia non sia responsabile del Vel d'Hiv» (vicenda riguardante la polizia e la gendarmeria francese che nel luglio del '42 arrestò, a Parigi, più di 13000 ebrei tra cui più di 4000 bambini. Stando alle fonti storiche i celibi e le famiglie senza figli furono trasferiti a Drancy, gli altri invece vennero rinchiusi a Vélodrome d'Hiver per essere poi tutti deportati a Auschwitz).

### Accuse di plagio
Il 1º maggio 2017 Marine Le Pen, durante un comizio a Villepinte, ha tenuto un discorso rivolto ai suoi elettori in occasione del ballottaggio delle elezioni presidenziali. In seguito i media si accorsero che molte frasi di quel discorso sono state riciclate da un discorso che fece François Fillon, candidato dei Repubblicani arrivato terzo al primo turno delle elezioni, durante un suo comizio tenutosi il 15 aprile precedente. Ad accusarla di plagio fu un canale di YouTube chiamato Ridicule Tv, che fu il primo ad accorgersi di questo fatto. A seguito di numerose polemiche, Florian Philippot, numero due del Fronte Nazionale, si giustifica affermando che l'intenzione della candidata alla presidenza era quello di avvicinare l'elettorato di destra moderato.

## Vicende giudiziarie

### Processo per appropriazione indebita
Nel novembre del 2024, la Procura di Parigi ha chiesto che Marine Le Pen venisse condannata a 5 anni, di cui 2 da scontare in carcere, e sia interdetta dai pubblici uffici per 5 anni con le accuse di appropriazione indebita di fondi del Parlamento europeo riguardanti il periodo che va dal 2004 al 2016.
Il 31 marzo 2025 è stata condannata dal Tribunale di Parigi a 4 anni di reclusione, di cui due agli arresti domiciliari con il braccialetto elettronico, a una multa di 100 000 euro e a cinque anni di ineleggibilità con esecuzione immediata per appropriazione indebita di fondi pubblici. Nel medesimo procedimento risultano condannati anche altri 24 coimputati (tra cui 8 eurodeputati, per una frode di 2,9 milioni di euro) del Rassemblement National.
Le Pen dichiara di ritenersi innocente e che avrebbe fatto ricorso contro quella che definisce «una sentenza politica». Seguono quindi aspre e diffuse polemiche a livello internazionale che dividono l'opinione pubblica.

## Impegno politico

### Funzioni politiche
- dal 16 gennaio 2011 al 24 aprile 2017 e nuovamente dal 15 maggio 2017: Presidente del Front National (Rassemblement National dal 1º giugno 2018).

### Mandati politici
- dal 21 giugno 2017 Deputato all'Assemblée nationale

### Mandati politici locali
- dal 15 marzo 1998 al 28 marzo 2004: Consigliera regionale di Nord-Pas-de-Calais
- dal 28 marzo 2004 al 21 marzo 2010: Consigliera regionale del Île-de-France
  - Capogruppo regionale del Front National (fino a 10 febbraio 2009) e componente della commissione permanente
- dal 23 marzo 2008 al 24 febbraio 2011: Consigliera municipale di Hénin-Beaumont
- dal 26 marzo 2010: Consigliera regionale del Nord-Pas-de-Calais
  - Capogruppo regionale del Front National e componente della commissione permanente

### Mandati europei
- dal 20 luglio 2004 al 13 giugno 2009: Europarlamentare per la Circoscrizione Île-de-France
- dal 14 luglio 2009 al 19 giugno 2017: Europarlamentare per la Circoscrizione Francia nord-occidentale
  - dal 14 giugno 2015 al 19 giugno 2017 presidente del gruppo Europa delle Nazioni e della Libertà

## Vita privata
Nel giugno 1997 si sposa con Franck Chauffroy, dirigente d'impresa che ha lavorato per il Front National. Dal matrimonio tre figli: Jehanne (1998) e i gemelli Louis e Mathilde (1999), battezzati nella chiesa cattolica di Église Saint-Nicolas-du-Chardonnet Divorziati nell'aprile 2000, la Le Pen si è risposata nel dicembre 2002 con Eric Iorio, ex segretario nazionale del FN ed ex consigliere del Consiglio regionale di Nord-Pas-de-Calais., da cui ha divorziato nel giugno 2006. A partire dal 2009, la Le Pen ha per compagno Louis Aliot, anche lui divorziato, segretario generale del Front National dall'ottobre 2005 al maggio 2010 e in seguito vice presidente del partito dal gennaio 2011.. Louis Aliot ha annunciato la loro separazione nel settembre 2019.

### Autobiografie
- (FR)  À contre-flots, éd. Jacques Grancher, coll. « Grancher Depot », Paris, 2006, 322 p., broché, 15 × 22 cm ISBN 2-7339-0957-6